# Чемпионат Финляндии по лёгкой атлетике 2013
Чемпионат Финляндии по лёгкой атлетике 2013 или Игры Калева 2013 прошел 25–28 июля 2013 года в Ваасе. В соревнованиях приняли участие 705 спортсменов. Соревнования по спортивной ходьбе прошли 25 июля на улицах города. Другие виды на стадионе Kaarlen kenttä. У мужчин в беге на 100 м победил Джонатан Астранд (10,57), у женщин Ханна-Маари Латвала (11,42); на 800 м Никлас Санделлс (1:51,93), у женщин Йоханна Мантинтало (2:08,71); в беге на 110 м с барьерами у мужчин победил Йусси Канерво (13,98), на 100 м с барьерами у женщин Нооралотта Незири (13,16). В беге на 3000 м с барьерами победил Юкка Кескисало (8:53,18). Среди других победителей Льюис Корир, Йоуни Вальден, Минна Ламминен и Катри Хирвонен.